# Ametroglossus ater
Ametroglossus é um género de coleópteros carabídeos pertencente à subfamília Anthiinae.
Possui uma única espécie, Ametroglossus ater.